# أوسكار برونو
أوسكار برونو (بالإنجليزية: Oscar Bruno)‏ هو رياضياتي أمريكي، ولد في القرن العشرين.